# Lechatelieryt

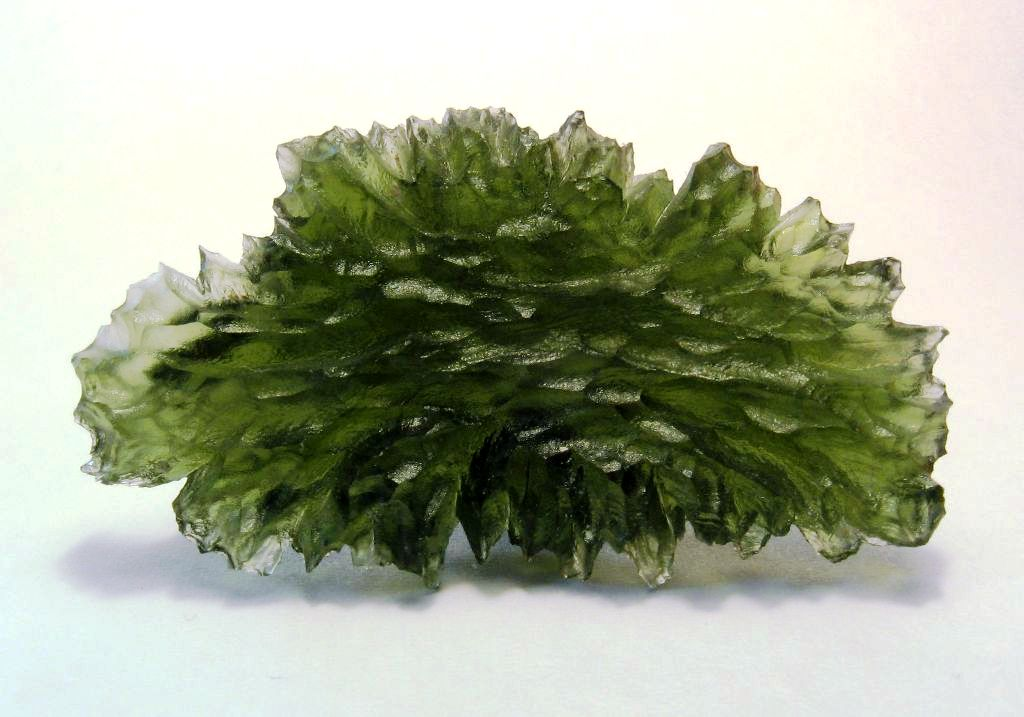
Tektyt – mołdawit

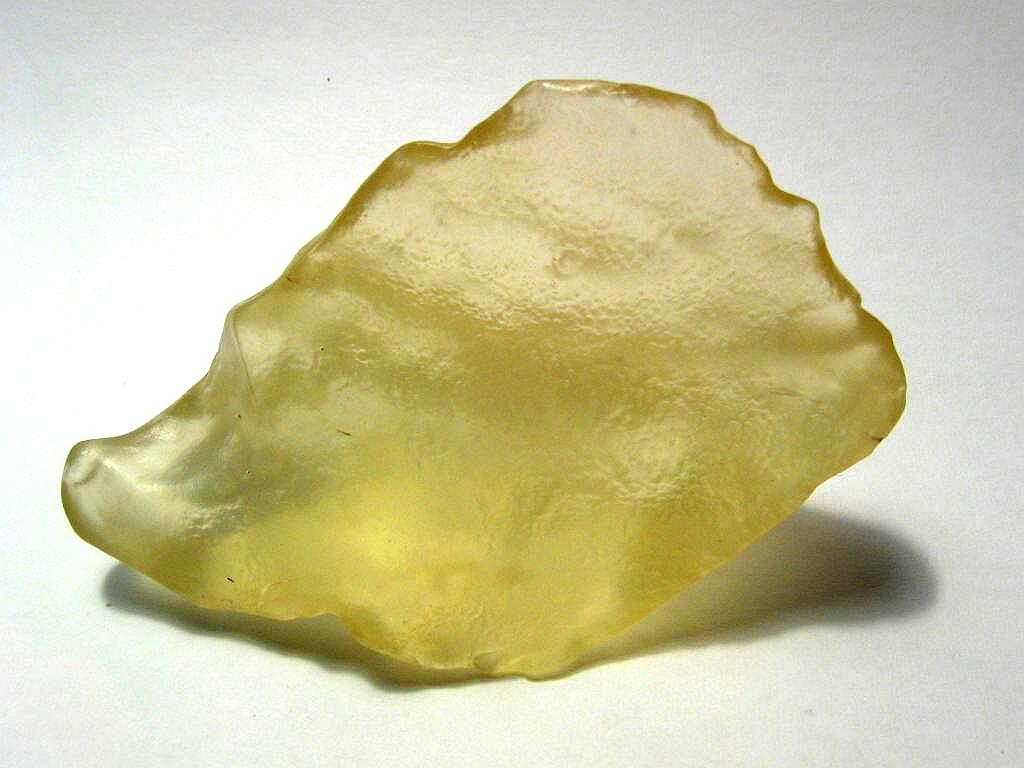
Szkło pustynne z Pustyni Libijskiej

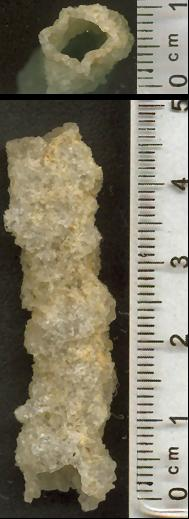
fulguryt

Lechaterieryt (szkliwo krzemionkowe) – naturalne szkliwo powstałe na skutek stopienia piasku kwarcowego, powstaje w wulkanach, w wyniku wyładowań atmosferycznych, w kraterach meteorytowych.
Nazwa pochodzi od nazwiska francuskiego chemika i metalurga Henriego le Chateliera.

## Właściwości
- Układ krystalograficzny: amorficzny
- Twardość: 5,5-7
- Gęstość: 2,2 g/cm3
- Rysa: biała
- Barwa: bezbarwny, biała, żółta, brązowa
- Przełam: muszlowy
- Połysk: szklisty
- Łupliwość:  brak
- Stopień przezroczystości:  przezroczysty, półprzezroczysty

Występuje w skupieniach amorficznych,  zbitych, jest to aglomerat ziaren piasku. Jest kruchy.
Szkło powstaje w wyniku:
- uderzenia pioruna – fulguryt
- temperatury lawy działającej na ściany krateru wulkanicznego – impaktyt
- spadku meteorytu – tektyty

## Występowanie
W Polsce lechaterieryt jest znajdowany wśród wydm i wychodni niektórych złóż piasków kwarcowych.